# 李新 (1953年)
李新（1953年7月16日—2017年9月28日），中華民國政治人物，生於臺北縣（今新北市），籍貫河南汝陽（今汝南），國立中興大學法商學院法律系學士（今國立臺北大學）、國立臺灣大學政治研究所碩士。
出身中國國民黨，1993年曾參與發起新黨，2001年改投親民黨，2008年重投國民黨，長期擔任臺北市議會議員，一度擔任副議長。國語、台語皆流利，由於問政犀利，以直率敢言著稱，常受邀到政論節目發表意見。曾寫作《破風的車輪：翻轉的世代不翻轉》。
2017年9月28日，李新在臺北市大安區跳樓自殺，享壽64歲，媒體報導可能是與女友郭新政的爭執引發尋短，檢、警亦介入調查李新跳樓的原因。對此，郭新政邀請資深新聞人盛竹如拍YouTube影片，公開指控時任立委的羅淑蕾設局害死李新。

## 生平
早年曾任立法委員郁慕明特別助理，並在國會內組織「立法院助理工會」，屬於中國國民黨新連線派。
1993年，新連線派創黨。李新追隨郁慕明，脫離中國國民黨，成為新黨的創黨人之一。
1996年，當選國民大會代表，時年四十三歲，走出幕後，正式從政。
1998年當選大安文山區臺北市議員。
2001年在謝啟大的號召下，曾辭去議員，代表新黨在桃園縣角逐立法委員落敗，同年轉投親民黨，當選臺北市議會議員，並當選第九屆市議會副議長（2002年－2006年），李新聰明、有謀略，被其他市議員封為「小諸葛」。
2008年重投中國國民黨。
2012年，李新提出有中國大陆籍配偶以輪椅將榮民長者推到戶政機關登記結婚，隔天再推到銀行提領鉅款，第三天到地政事務所辦理房產轉移之事，但多數榮民長者的子女、家屬都不知情，直到該位榮民過世後爆發遺產的爭產風波才得知。這類中國大陆女子主動搭訕、專嫁領有終身俸或有遺產的老榮民，以圖續領半俸並繼承遺產的「職業收屍隊」騙婚詐財事件層出不窮，她們為求儘速達成目的，還以「夜夜求歡」、「過度進補」、「吸菸飲酒」等方式讓老榮民逐漸體弱，近乎謀殺，其中很多人有多次結婚紀錄。為防止這群「職業收屍隊」一再得逞，他要求戶政事務所受理逾六十五歲長者登記結婚時，應一律通知直系血親（子女等）到場，對其配偶再婚兩次以上者，警政或社政機關應主動進行家戶拜訪以了解實情
。
2012年，臺北市長郝龍斌公開表示，支持入獄多年而健康不佳的陳水扁保外就醫，以促進社會和諧。李新出面痛批，如果郝龍斌不收回挺扁言論，將誓死反對郝角逐2016總統大位，還要上街遊行向郝龍斌示威。
2014年3月29日，李新帶領警察眷屬、婦女團體、企業人士等在中正紀念堂前自由廣場舉辦「康乃馨擁抱太陽花」的「反反服貿活動」，即康乃馨運動。發起人李新說，是因許多警眷反映，太陽花運動讓他們長期見不到家人；整個活動主軸，就是要用和平、理性、柔性方式呼籲孩子們早點回家，從未規劃任何衝撞、抗爭的動作。雖有報導指出當時李新宣稱對服貿不甚瞭解，但現場亦發放央行總裁彭淮南所寫的「服貿懶人包」文宣供民眾了解。
2014年7月，李新證實已離婚三年，李新稱將內湖的房屋、土地、新臺幣200萬元現金、價值約新臺幣600多萬元的債券，價值約新臺幣100萬元的外幣，都給予前妻，並與前妻維持朋友關係。現任女友是相識十年的美體考究公司董事長郭新政，在美容界頗有名氣，是知名的商業女強人。因郭女捲入珠寶小開沈家民詐欺案，一家都長年支持李新的受害者，知名珠寶設計師嚴嘉慧，向李新陳情，希望他能出面協調，卻石沈大海，嚴女乃對郭新政等提起贓物罪、違反《洗錢防制法》等告訴，嚴女並在李新陪同連勝文掃街拜票時，激動大罵李新「王八蛋！」，她表示對被李新控告公然侮辱「並不後悔」。李新還為了郭新政的官司（後因假當票被依偽造文書判刑6個月）而與國民黨黨內同志羅淑蕾翻臉。
2016年參選中國國民黨主席，並在黨主席選舉中批評黨產爭議，指國民黨中影案之中將中影大樓賣了22億元，合約卻只寫8億元，剩下的14億元用「所謂的回算機制」帶過，沒有在黨的帳冊上出現，他具體主張「清查黨產、分配發放給黨員」。李新也砲轟總統馬英九自我感覺良好，聽不進人民與黨內同志的聲音，執政八年失敗引發民怨，是「國民黨大罪人」，呼籲馬英九下臺前下詔罪己，真心誠意向人民道歉。李新也大嗆洪秀柱曾在角逐總統選舉時提出的「一中同表」政策，根本是急統親共政策，重傷國民黨，以致中間選民的選票，拱手讓給民進黨的總統蔡英文。最終李新得票率5.45%，居第三，高於陳學聖，但仍由洪秀柱當選黨主席。次年的黨主席選舉，李新與多位議會同僚聯手支持吳敦義。
2017年2月，李新向《蘋果日報》記者表示倦勤，打算由兒子李柏毅接棒。李柏毅原是核四工程師，在父親的鼓励下，同意傳承衣缽。李新4月任命李柏毅為辦公室主任，也時常與李柏毅出席公開場合、跑行程，9月1日時，李柏毅還在臉書張貼與父子一起在服務據點中元節普渡祭祀的照片。
2017年9月28日，清晨於前妻臺北市大安區的住處被目擊跳樓，法醫已經相驗完畢，跳樓的原因正由檢、警調查中。隔壁住戶表示，清晨聽到遮雨棚聲響，出來查看，赫見有人站在上面，隨即詢問：「你在幹嘛」，接著目擊他往樓下跳。
2017年10月17日，於臺北市第一殯儀館舉行告別式。

## 身後

### 自盡疑雲
外界揣測李新的過世是否是李新與女友郭新政之間出現感情、財務問題而導致。其友人指出，2017年7月時郭新政向李新提出分手，李新因此罹患重度憂鬱症而導致尋短。議會同僚陳永德表示，李新被封為「永遠的法規會召集人」，這次開議抽籤時，李新不願再當召集人，引起議長吳碧珠關心詢問，李新僅說身體狀況不佳，且開議前李新曾吞了五、六十顆安眠藥輕生，但送醫搶救得宜，救回一命，不料李新依然發生憾事，陳永德對此痛心。另一位議會同事戴錫欽受訪時表示，李新情變也發生兩個月了，如果要自害，不必等到現在，可能是服用安眠藥之後夢遊，導致墜樓意外。李新辦公室表示，李新並非因感情、財務等原因身亡，而是因為問政操勞，導致嚴重失眠，才走向絕路，外界傳言皆屬憑空臆測。
2018年李新生前的女友郭新政出面表示，指李新的死因與感情無關，她澄清：「我們從來沒有分手，新哥怎麼摔死的？」而且李新死前希望她出國，避免臺灣仇家的攻擊。郭新政出資拍攝了類戲劇《誰摔死了李新》，共八集，八支影片在YOUTUBE上線兩日，點閱次數已達到數萬次，影片指控李新的死是受到國民黨同黨同志羅淑蕾、黃昭順，及珠寶業者沈家民、嚴嘉慧等人的迫害，並認為涉及政治迫害、詐欺與計中計。此劇找來知名主播盛竹如旁白，多家媒體稱內容直逼電影充滿謀殺與官商勾結的知名電影《血觀音》。

### 北市體總諷刺案
台北市體育總會在2017年12月8日發給台北市體育局的公文（發文字號：（106）北市體總字第一八八號）中，指前局長洪嘉文「無擔當地配合少數短視（且短命）的無知議員運作」，讓體育總會在議會審查遭全數刪除。此句被視為暗指當時刪除預算的李新，引發爭議。李新之子李柏毅不堪父親受辱，於當月26日召開記者會譴責體育總會並要求其道歉，表示會誓死捍衛父親名譽。台北市體育總會秘書長林克謨則在同日受訪坦承發文一事，解釋是議員做不久、做不到幾屆就是「短命」，並稱「社會有公平，公理自在人心，議會預算歸零3年了我們也沒講什麼，新北市補助600多萬，我們受了這麼大的委屈。」

## 相關作品
- 《誰摔死了李新》[41][42][43]：

以類戲劇方式，影射指控立委黃昭順、羅淑蕾和珠寶商嚴嘉慧涉及洗錢和政治力介入司法導致李新因此墜樓身亡。
- 《沒有神的國度》[44]：

改編自臺灣近年幾件指標性的社會大事，其中包含有后豐大橋墜橋案、大埔事件、三一八學運、監聽國會事件、誰摔死了李新，以此鋪排主角呂俊生的英雄旅程。

## 外部連結
- 李新的Facebook專頁（已停更）

| 議會席位      | 議會席位                                               | 議會席位      |
| ------------- | ------------------------------------------------------ | ------------- |
| 臺北市議會    |                                                        |               |
| 前任： 費鴻泰 | 臺北市議會副議長 第九屆 2002年12月25日－2006年12月25日 | 繼任： 陳錦祥 |